# Éljen a szabadság!
Az Éljen a szabadság! (eredeti címe: À Nous la Liberté) 1931-ben bemutatott francia musical-vígjáték, amelyet René Clair írt és rendezett. A produkció főbb szerepeiben Henri Marchand, Raymond Cordi és Rolla France. 1931. december 18-án mutatták be Franciaországban. Magyarországon 1945. július 26-án vetítették a mozikban, majd 1960. december 6-án televíziós premierje is volt. A filmet egy Oscar-díjra jelölték az 5. Oscar-gálán a legjobb látványterv kategóriában. A produkció szerepel az  1001 film, amit látnod kell, mielőtt meghalsz listán.

## Cselekmény
Louis és Émile egy francia börtönben tengődnek. Egy éjszaka szökést kísérelnek meg, de csak Louisnak sikerül kiszabadulnia. A férfi állást talál egy kereskedésben, majd feltornássza magát gyárvezetőnek. Eközben Émile-t kiengedik a börtönből, aztán újra becsukják, mikor a rendőrök csavargónak titulálják. Émile megszökik, és találkozik egy fiatal nővel, Jeanne-nal. Jeanne titokban randevúban állapodik meg barátjával, Paullal, de Émile szeme is megakad a lányon. 
Mikor megtudja, hogy egy gyárban dolgozik titkárnőként, Émile is beáll operátornak. A férfi próbálja elnyerni Jeanne kegyeit, miközben a művezető is ezen mesterkedik. Émile ügyetlenkedése ismét egy tető alá hozza régi barátjával, Louis-val. A férfi úgy tesz, mintha nem ismerné fel Émile-t, de mikor kettesben maradnak, le akarja fizetni, hogy tűnjön el. A barátságuk azonban újjáéled, és Louis segít Émile-nek közelebb kerülni Jeanne-hoz. A nő aktájában megtudja, hogy nagybátyja könyvelő a gyárban, és beajánlja Émile-t kérőnek. A nagybácsi randevút szervez Jeanne-nal, aki nem túl boldog, hogy össze akarják boronálni valakivel, akit nem ismer. Émile randevúja nem sikerül fényesen a nővel, és rá kell ébrednie, hogy Jeanne-nak már megvan a szíve választottja.
Louis-t ez idő alatt megzsarolja egy volt börtöntársa, ezért mielőbb meg akar tőle szabadulni. Émile-t rendőrök üldözik, ezért el akar rejtőzni, és véletlenül szabadjára engedi Louis zsarolóit, akiket egytől egyig letartóztatnak a rendőrök. Émile-nek sikerül elmenekülnie, Louis pedig kérdezősködés nélkül megússza a kalandot, de belül tudja, hogy csak idő kérdése, hogy lebukjon. A másnapi beszédén lemond a vezetőségről, és az alkalmazottaknak adja a gyárat. Louis és Émile utcára kerülnek, és aprópénzért énekelnek, de újra szabadok.

## Szereplők
| Szerep          | Színész          | Magyar hangja |
| --------------- | ---------------- | ------------- |
| Émile           | Henri Marchand   | Balázs Péter  |
| Louis           | Raymond Cordy    | Józsa Imre    |
| Jeanne          | Rolla France     | Kovács Nóra   |
| nagybácsi       | Paul Ollivier    | Tyll Attila   |
| Paul            | Jacques Shelly   | n.a           |
| a műszakvezető  | André Michaud    | n.a           |
| Maud            | Germaine Aussey  | n.a           |
| siket öregember | Léon Lorin       |               |
| volt elítélt    | William Burke    | n.a           |
| idős beszélő    | Vincent Hyspa    | n.a           |
| a dzsigoló      | Alexander D’Arcy | n.a           |

## Fogadtatás
A film kiváló értékeléseket kapott. A Rotten Tomatoeson 100%-os minősítést ért el 19 értékelés alapján. Jonathan Rosenbaum szerint a Chicago Readertől: „A legjobb értelemben vett korhű darab.” Jerry Tallmer a Village Voice-tól azt írta: „Az Éljen a szabadság! véleményem szerint azon kevés elfogadott klasszikusok egyike, amelyek valóban megállják a helyüket, és amelyeket látni kell.” Mordaunt Hall a New York Timestól azt írta: „Az Éljen a szabadság! biztosan különbözik minden más vetített filmtől. Különös eredetiséggel tündököl.”

## Fontosabb díjak és jelölések
| Esemény                        | Díj            | Kategória               | Eredmény |
| ------------------------------ | -------------- | ----------------------- | -------- |
| 5. Oscar-gála                  | Oscar-díj      | Legjobb látványtervezés | Jelölve  |
| 1932-es velencei filmfesztivál | Nézői szavazás | Legszórakoztatóbb film  | Elnyerte |